# روبرتو كروز
روبرتو كروز مواليد 21 نوفمبر 1941، هو ملاكم محترف فلبيني يصنف ضمن فئة وزن الوسط. حقق بطولة رابطة الملاكمة العالمية.

## إحصائيات
خاض خلال مسيرته 44 نزالا، فاز في 29 وتعادل في 3 وخسر في 12. فاز بالضربة القاضية في 12 نزالا.

## روابط خارجية
- روبرتو كروز على موقع بوكس ريك (الإنجليزية) (registration required)